# Kiute
Kiute (anciennement LeCiseau) est une startup française fondée en 2016 par Nael Hamameh et Jean de La Porte, qui fournit un service en ligne de prise de rendez-vous dans les salons de coiffure. 

## Description
Sous la forme d'une place de marché, Kiute met en relation les clients et les coiffeurs,,.
Kiute applique les méthodes du Yield Management au secteur de la coiffure. L'objectif est de remplir les créneaux vides des salons de coiffure pendant les heures creuses ou à la dernière minute, avec des tarifs à moitié prix.

## Histoire
La société a levé 1 million d'euros en juillet 2017.
La société rachète en 2019 Bigoudy et Brush'n Barber, deux communautés de coiffeurs free-lance, en vue de louer les sièges inoccupés dans les salons partenaires. Le développement de ce service est reporté à la suite de la crise du covid-19.
Le 20 juillet 2020, LeCiseau fusionne avec l'entreprise Flexy pour devenir Kiute.